# Lebapský region
Lebapský region (turkmensky Lebap welaýaty) je jeden z pěti regionů Turkmenistánu. Leží v severovýchodní části země, přičemž sousedí s Uzbekistánem a Afghánistánem. Protéká jím řeka Amudarja a jeho hlavním městem je Türkmenabat. V roce 2022 v regionu žilo 1 447 298 obyvatel. Asi tři čtvrtiny regionu se nacházejí v poušti Karakum a rozkládá se zde také menší část poušti Kyzylkum. V regionu se nachází nejvyšší turkmenistánská hora Aýrybaba a historická lokalita pro ubytování karavanKaravanseráj. Ve východní části regionu dále leží Přírodní rezervace Köýtendag a Státní biosférická rezervace Repetek. V minulosti byl regionu významnou součásti hedvábné stezky. Asi 89 % obyvatel regionu tvoří Turkmeni, 9 % pak Uzbeci a asi 2 % obyvatel jsou Rusové.
V roce 2022 se region dělil na dalších osm okresů. V roce 2017 se ve městě nacházelo celkem 15 měst.